# به نام من گرد هم آیید
به نامِ من گردِ هم آیید (به انگلیسی: Gather Together in My Name) کتابِ خاطراتی از مایا آنجلو، نویسنده و شاعر آمریکایی است که در سال ۱۹۷۴ میلادی منتشر شد. این اثر دومین کتاب از مجموعه‌ی هفت‌گانه‌ی زندگی‌نامه‌ای آنجلو است. روایت این کتاب، که سه سال پس از انتشار کتاب «I Know Why the Caged Bird Sings: می‌دانم چرا پرنده در قفس می‌خواند» نوشته شد، بلافاصله پس از وقایع آن کتاب آغاز می‌شود و آنجلو (با نام «ریتا» در داستان) را در سنین ۱۷ تا ۱۹ سالگی دنبال می‌کند. عنوان کتاب برگرفته از کتاب مقدس است، اما همچنین بازتابی از زندگی یک زن سیاه‌پوست در جامعه‌ی سفیدمحور آمریکا پس از جنگ جهانی دوم به‌شمار می‌آید.
مایا آنجلو در این کتاب بسیاری از موضوعاتی را که در نخستین زندگی‌نامه‌اش مطرح کرده، باز می‌کند؛ از جمله مادری و خانواده، نژادپرستی، هویت، آموزش و سوادآموزی. در این کتاب، ریتا (مایا آنجلو) به مادرش نزدیک‌تر می‌شود و برای تأمین معاش پسر خردسالش و یافتن جایگاه خود در جهان، مشاغل و روابط گوناگونی را تجربه می‌کند.
آنجلوی در «به نام من گرد هم آیید» هم‌چنان به نژادپرستی می‌پردازد، اما به‌جای سخن گفتن از جانب تمامی زنان سیاه‌پوست، بر تجربه‌ی شخصی یک زن جوان متمرکز می‌شود. این کتاب در عین نمایش خودمحوری دوران جوانی، به کشف هویت شخصیت اصلی نیز می‌پردازد. همچون دیگر زندگی‌نامه‌های آنجلو، این اثر نیز بر فرآیند خودآموزی و رشد فکری او تأکید دارد.
به نام من گرد هم آیید به اندازه‌ی نخستین زندگی‌نامه‌ی آنجلو مورد تحسین منتقدان قرار نگرفت، اما به‌طور کلی نقدهای مثبتی دریافت کرد و از نظر نگارش، اثری قوی‌تر از کتاب پیشین او شناخته شد.
ساختار کتاب که شامل مجموعه‌ای از روایت‌های پراکنده اما مرتبط از نظر مضمون و محتوا است، بازتابی از آشفتگی دوران نوجوانی محسوب می‌شود. برخی منتقدان این ویژگی را عاملی دانسته‌اند که آن را به دنباله‌ای نامنسجم برای می‌دانم چرا پرنده در قفس می‌خواند تبدیل می‌کند. جابه‌جایی‌های مکرر ریتا در سراسر کتاب، که بر ساختار و کیفیت آن تأثیر گذاشته است، باعث شده حداقل یک منتقد آن را در زمره‌ی آثار سفرنامه‌ای طبقه‌بندی کند.

## پس زمینه

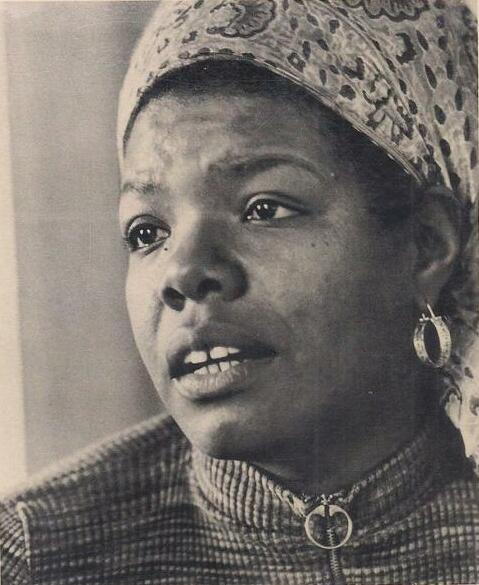
تصویری از مایا آنجلو در چاپ اول به نام من گرد هم آیید

Gather Together in My Name که در سال ۱۹۷۴ (۱۳۵۳) منتشر شد، دومین کتاب مایا آنجلو در مجموعه هفت‌جلدی زندگی‌نامه‌های اوست و سه سال پس از نخستین زندگی‌نامه‌اش، I Know Why the Caged Bird Sings : می‌دانم چرا پرنده در قفس می‌خواند، نوشته شد. در سال ۱۹۷۱ (۱۳۵۰)، آنجلو نخستین مجموعه شعر خود را با عنوان «Just Give Me a Cool Drink of Water 'fore I Diiie : تنها جرعه‌ای آب خنک، پیش از آنکه بمیرم» منتشر کرد که پرفروش شد و نامزد جایزه پولیتزر گردید. آنجلو در ابتدای کار خود، به‌طور متناوب کتاب‌های نثر و شعر منتشر می‌کرد. در سال ۱۹۹۳ (۱۳۷۲)، او شعر «On the Pulse of Morning: با نبض بامداد» را در مراسم تحلیف بیل کلینتون خواند و نخستین شاعری شد که پس از رابرت فراست در مراسم تحلیف ریاست‌جمهوری جان اف. کندی در سال ۱۹۶۱ (۱۳۴۰)، چنین کاری انجام داد. با نگارش این زندگی‌نامه و روایت داستان زندگی‌اش در کتاب‌های خود، آنجلو به‌عنوان سخن‌گویی برجسته برای سیاه‌پوستان و زنان شناخته شد. به گفته پژوهش‌گر، جوآن براکستون، او «بی‌تردید... مشهورترین زن سیاه‌پوست زندگی‌نامه‌نویس آمریکا» شد.

### عنوان
عنوان «به‌نام من گرد هم آیید» از آیه‌ای در انجیل متی (۱۸:۱۹–۲۰) الهام گرفته شده است:
"باز به شما می‌گویم که اگر دو نفر از شما در زمین دربارهٔ هر چیزی که بخواهند توافق کنند، از جانب پدر من که در آسمان است برای آنان انجام خواهد شد. زیرا هر جا که دو یا سه نفر به نام من جمع شوند، من در میان آنان هستم." (نسخهٔ کینگ جیمز)
مایا آنجلو ضمن تأیید این منشأ، بیان کرده است که این عنوان در برابر گرایش بسیاری از بزرگ‌سالان به پنهان‌کاری یا تحریف گذشته‌شان برای کودکان قرار می‌گیرد. پژوهشگر Sondra O'Neale ساندرا اُنیل معتقد است که این عنوان اشاره‌ای به آموزه‌ای در عهد جدید است که روحِ در سفر را به دعا و ارتباط معنوی در انتظار رهایی فرامی‌خواند. Selwyn R. Cudjoe سلوین آر. کودجو، منتقد ادبی، نیز نظر مشابهی دارد و می‌گوید: "اتفاقات این کتاب صرفاً به نام مایا آنجلو گرد هم آورده شده‌اند."
منتقد Hilton Als هیلتون آلس بر این باور است که عنوان Gather Together in My Name ممکن است بازتابی از مضمون کتاب باشد ـ اینکه چگونه یک زن سیاه‌پوست توانست در بستر گسترده‌تر آمریکا پس از جنگ زنده بماند، درحالی‌که هم‌زمان به نمایندگی از تمامی زنان سیاه‌پوست سخن می‌گوید و چگونگی بقای آنان را در جامعه‌ای تحت سلطهٔ سفیدپوستان روایت می‌کند. 

## خلاصه طرح
کتاب در سال‌های پس از جنگ جهانی دوم آغاز می‌شود. مایا آنجلو که هنوز با نام "مارگریت" یا "ریتا" شناخته می‌شود، به‌تازگی پسرش کلاید را به دنیا آورده و همراه با مادر و ناپدری‌اش در سان‌فرانسیسکو زندگی می‌کند. روایت، زندگی مارگریت را از ۱۷ تا ۱۹ سالگی دنبال می‌کند، از خلال مجموعه‌ای از روابط، شغل‌ها و شهرها، در تلاش برای بزرگ کردن پسرش و یافتن جایگاه خود در دنیا. این کتاب مضامینی همچون انزوای آنجلو و تنهایی او را که در جلد نخست زندگی‌نامه‌اش مطرح شده بود، ادامه می‌دهد و به چگونگی مقابله او با نژادپرستی، تبعیض جنسیتی و قربانی شدن مداومش می‌پردازد. ریتا از یک شغل به شغل دیگر و از یک رابطه به رابطه‌ای دیگر می‌رود، درحالی‌که امید دارد شاهزاده‌ای از ناکجاآباد سر برسد و زندگی‌اش را متحول کند. آنجلو می‌نویسد: "خیالات من تفاوتی با دختران هم‌سن‌وسالم نداشت. او می‌آمد، می‌آمد... وارد زندگی‌ام می‌شد، مرا می‌دید و برای همیشه عاشقم می‌شد... منتظر همسری بودم که مرا روحانی و معنوی دوست داشته باشد و در مواقعی نادر (اما زیبا)، جسمانی".
در طول داستان، ریتا در تلاش برای تأمین زندگی خود و پسرش با وقایع مهمی روبه‌رو می‌شود. در سن دیگو، او به مدیر غایب دو روسپی همجنس‌گرا تبدیل می‌شود. اما وقتی با خطر زندان و از دست دادن پسرش به دلیل فعالیت‌های غیرقانونی مواجه می‌شود، همراه کلاید به خانه مادربزرگش در "استمپز، آرکانزاس" پناه می‌برد. بااین‌حال، پس از آنکه مادربزرگش او را به‌خاطر درگیری با دو زن سفیدپوست در یک فروشگاه مجازات فیزیکی می‌کند، تصمیم می‌گیرد برای امنیت و محافظت از ریتا و کلاید، آن‌ها را دوباره به سان‌فرانسیسکو بفرستد. در بازگشت به سان‌فرانسیسکو، ریتا تلاش می‌کند به ارتش بپیوندد اما در بحبوحهٔ هراس سرخ (کمونیست هراسی)، به دلیل تحصیل در مدرسه کارگری کالیفرنیا در نوجوانی رد صلاحیت می‌شود. از دیگر اتفاقات مهم در این دوره، حضور کوتاهش در دنیای رقص و نمایش است. باوجود عجیب‌ترین آزمون ورودی، او برای مدتی همراه با آر. ال. پول، همکار و معشوقش، رقص می‌آموزد. اما زمانی که پول به معشوقه سابقش بازمی‌گردد، دوران کوتاه حضور ریتا در دنیای نمایش به پایان می‌رسد.
نقطهٔ عطف کتاب، عشق ریتا به یک قمارباز به نام "اِل. دی. تولبروک" است. او ریتا را فریب می‌دهد و به دنیای فحشا می‌کشاند. با بستری شدن مادرش در بیمارستان و مرگ همسر برادرش، بیلی، ریتا به خانه مادرش بازمی‌گردد. او پسرش را نزد پرستاری به نام "بیگ مری" می‌گذارد، اما وقتی برای بردنش بازمی‌گردد، متوجه می‌شود که بیگ مری همراه با کلاید ناپدید شده است. ریتا از تولبروک درخواست کمک می‌کند، اما او با تحقیر و بی‌اعتنایی پاسخش را می‌دهد. ریتا تازه متوجه می‌شود که تولبروک تنها از او سوءاستفاده کرده است. بااین‌حال، موفق می‌شود بیگ مری و کلاید را در "بیکرزفیلد، کالیفرنیا" پیدا کند و با پسرش دیداری احساسی داشته باشد. آنجلو در این‌باره می‌نویسد: "در حیاط شخم‌خورده‌ای در بیکرزفیلد، تازه فهمیدم چقدر هر انسان موجودی یگانه و مستقل است. او سه‌ساله بود و من نوزده‌ساله، و از آن پس هرگز به او به‌عنوان بخشی از خودم نگاه نکردم". در پایان، ریتا از زندگی شکست‌خورده و تسلیم شده است: "برای اولین بار بی‌دفاع نشستم تا ببینم زندگی چه ضربه‌ای به من خواهد زد". اما ملاقاتش با یک معتاد به مواد مخدر که تأثیر ویران‌گر اعتیاد را به او نشان می‌دهد، باعث می‌شود از مسیر اعتیاد فاصله بگیرد و تصمیم بگیرد زندگی خود و پسرش را تغییر دهد.

## زمینه‌ها

### مادری و خانواده
از «به نام من گرد هم آیید»، مسائل مادری و خانواده به‌عنوان مضامینی کلیدی در سراسر زندگی‌نامه‌های مایا آنجلو مطرح می‌شوند. این کتاب به تغییر و اهمیت رابطهٔ ریتا با مادرش می‌پردازد—مادری که در کودکی او و برادرش را ترک کرده بود. این تحول در بازگشت ریتا به مادرش در پایان کتاب نمایان می‌شود؛ جایی که او درمی‌یابد چقدر به پرتگاه سقوط نزدیک شده است، هم به‌عنوان یک زن و هم به‌عنوان یک مادر. در این میان، ویوین بکستر (مادر ریتا) از پسر خردسال او مراقبت می‌کند، درحالی‌که ریتا تلاش دارد زندگی خود را سر و سامان دهد. منتقد Mary Jane Lupton مری جین لوپتون می‌گوید: "در سراسر این کتاب، احساس وابستگی عمیق ریتا به مادرش آشکار است."
در این کتاب، رابطهٔ آنجلو با مادرش اهمیت بیشتری می‌یابد و ویوین نقش پررنگ‌تری در شکل‌گیری نگرش‌های آنجلو ایفا می‌کند. لوپتون، ربوده‌شدن کلاید (پسر ریتا) را به‌عنوان "روایتی تأثیرگذار از تجربهٔ فقدان مادر" توصیف می‌کند و آن را به ربوده‌شدن پسر کلاید در دههٔ ۱۹۸۰ مرتبط می‌داند. مانند بسیاری از نویسندگان، آنجلو نیز فرایند نویسندگی و خلق آثارش را همچون فرزندآوری می‌دانست. این استعاره در مورد این کتاب کاملاً معنادار است، چراکه داستان آن با تولد پسرش در پایان کتاب نخست، "من می‌دانم چرا پرنده در قفس می‌خواند"، پیوند می‌خورد.

### نژاد و نژادپرستی
مایا آنجلو از نخستین اثر خودزندگی‌نامه‌ای خود، هدف داشت که "حقیقت زندگی زنان سیاه‌پوست را روایت کند"، اما این هدف در جلدهای بعدی به مستندسازی فراز و نشیب‌های زندگی شخصی‌اش تغییر یافت. خودزندگی‌نامه‌های او ساختاری مشابه دارند: آنجلو نه‌تنها تصویری تاریخی از مکان‌هایی که در آن زندگی می‌کرد ارائه می‌دهد، بلکه نشان می‌دهد چگونه در جامعه‌ای تحت سلطهٔ سفیدپوستان با چالش‌ها کنار آمد و زندگی‌اش چگونه در این بستر شکل گرفت.
Selwyn Cudjoe سلوین کادجو، منتقد ادبی، معتقد است که آنجلو در به‌نام من گرد هم آیید همچنان به این پرسش می‌پردازد که یک زن سیاه‌پوست در آمریکا بودن چه معنایی دارد، اما تمرکز خود را بر برهه‌ای خاص از تاریخ، یعنی سال‌های پس از جنگ جهانی دوم، معطوف کرده است. کتاب با پیش‌گفتاری آغاز می‌شود که سرگردانی و سرخوردگی جامعهٔ آفریقایی-آمریکایی در آن دوران را به تصویر می‌کشد، وضعیتی که بازتابی از زندگی آشفته و ازهم‌گسیختهٔ شخصیت اصلی است.
McPherson مک‌فرسون اشاره می‌کند که در آن زمان به آفریقایی-آمریکایی‌ها وعدهٔ یک نظم نژادی جدید داده شد، اما این وعده هرگز تحقق نیافت. 
در میانه کتاب روی‌دادی رخ می‌دهد که تفاوت دیدگاه ریتا و مادربزرگش در مواجهه با نژادپرستی را نشان می‌دهد. زمانی که ریتا در سفری به استامپز از سوی یک فروشندهٔ سفیدپوست مورد توهین قرار می‌گیرد، با سرسختی واکنش نشان می‌دهد، اما وقتی مادر بزرگش (مامان) از این ماجرا مطلع می‌شود، به جای حمایت از ریتا، او را تنبیه کرده و به کالیفرنیا بازمی‌گرداند. برای ریتا، این توهین به شخصیت و کرامت او بود، اما مادربزرگ باور داشت که رفتار نوه‌اش خطرناک است. پس از این رویداد، مادربزرگ تأثیر خود را در زندگی ریتا از دست می‌دهد و آنجلو نشان می‌دهد که برای مبارزه با نژادپرستی، باید از تفکر محافظه‌کارانهٔ نسل‌های قبل فراتر رفت.
Jocelyn A. Glazier جاسلین ای. گلازیِر، پژوهشگر آموزش در دانشگاه جرج واشنگتن، از کتاب می‌دانم چرا پرنده در قفس آواز می‌خواند و به‌نام من گرد هم آیید برای آموزش روی‌کردهای روایی و چندفرهنگی در تدریس و ایجاد بحث‌های مرتبط با نژاد در کلاس درس استفاده کرده است. به گفتهٔ گلازیِر، کاربرد لحن ملایم، خودانتقادی، طنز و کنایه در آثار آنجلو باعث می‌شود که خوانندگان نه‌تنها دربارهٔ آنچه او توصیف کرده تأمل کنند، بلکه دربارهٔ مواردی که ممکن است ناگفته مانده باشد نیز بیندیشند. توصیف آنجلو از تجربیاتش از نژادپرستی، خوانندگان سفیدپوست را وادار می‌کند که احساسات خود دربارهٔ نژاد و جایگاه برتر اجتماعی‌شان را بررسی کنند. گلازیِر دریافته است که اگرچه منتقدان بیشتر بر جایگاه آنجلو در ژانر خودزندگی‌نامه‌نویسی آفریقایی-آمریکایی و تکنیک‌های ادبی او تمرکز می‌کنند، اما خوانندگان اغلب با شگفتی به روایت‌های او واکنش نشان می‌دهند، به‌ویژه زمانی که با انتظارات کلیشه‌ای دربارهٔ این ژانر وارد متن می‌شوند.

### هویت
«به‌نام من گرد هم آیید« تازگی و طراوت «می‌دانم چرا پرنده در قفس آواز می‌خواند» را حفظ کرده، اما آگاهی از خود در آن آشکارتر از جلد اول است. Hilton Als هیلتر آلز، نویسنده، معتقد است که آنجلو در این کتاب "زبان تاریخ اجتماعی را با زبان روان‌درمانی جای‌گزین کرده است". این کتاب خودشیفتگی و درگیر بودن با خود، ویژگی‌های معمول جوانی را نشان می‌دهد. در این جلد، ریتای نوجوان در مرکز روایت قرار دارد و سایر شخصیت‌ها در حاشیه هستند، و آن‌ها اغلب با "سطحی‌نگری ماهرانه‌ای همچون توصیف صحنه‌ای در تئاتر" ارائه می‌شوند و تاوان خودمحوری ریتا را می‌پردازند. آنجلو در این جلد، بیشتر واکنشی می‌نویسد تا تأملی.
آنجلو برای نمایش خودشیفتگی ریتا ساختار معمول خودزندگی‌نامه را کنار می‌گذارد. برخلاف جلد نخست که دارای روایتی منسجم با آغاز، میانه و پایان است، در جلد دوم هیچ تجربهٔ محوری مشابه روایت تجاوز در کودکی آنجلو وجود ندارد. مری جین لوپتون معتقد است که این تجربهٔ مرکزی به کتابی دیگر در آینده منتقل شده است.
مانند بسیاری از آثار ادبی آفریقایی-آمریکایی، به‌نام من گرد هم آیید نیز جستجوی هویت، عزت نفس و کشف خویشتن در میان دشواری‌های نژادپرستی را روایت می‌کند و نشان می‌دهد که چگونه او، مانند سایر سیاه‌پوستان، توانست از این موانع عبور کند. جستجوی هویت هم در سطح مادی، از طریق نیازهای زندگی، و هم درونی، از طریق روابط خانوادگی و عاطفی، نمود پیدا می‌کند. در جلد اول، علی‌رغم تجربه‌های تلخ و طرد شدن از سوی والدین، دنیای ریتای کودک تا حدی امن است، اما در جلد دوم، بارها شکست و از هم پاشیدن روابط را تجربه می‌کند. این تنهایی، که گاه به افسردگی شدید و افکار خودکشی منجر می‌شود، احساس ناپایداری و گم‌گشتگی او را تشدید می‌کند.
ریتای نوجوان از هویت و آیندهٔ خود اطمینان ندارد، بنابراین در قالب‌های مختلفی قرار می‌گیرد و با بی‌قراری و سرخوردگی دست به آزمون و خطا می‌زند، همان‌طور که بسیاری از جوانان در این دوره از زندگی‌شان چنین می‌کنند. این تجربیات در نهایت بخشی از آموزش شخصی او برای ورود به بزرگسالی می‌شود. لوپتون موافق است که ریتای جوان از طریق آزمون و خطا، در مسیر تعریف خویش به‌عنوان یک زن سیاه‌پوست حرکت می‌کند. آنجلو نیز این اشتباهات را "لغزش‌های جوانی که سزاوار بخشش هستند" می‌داند، اما در عین حال، ریتای نوجوان خود را ملزم به پذیرش مسئولیت زندگی خود و فرزندش می‌بیند.
Maria Lauret ماریا لورت، پژوهشگر فمینیست، بر این باور است که به‌نام من گرد هم آیید نه‌تنها بر شکل‌گیری هویت فرهنگی زنان تأکید دارد، بلکه آنجلو را به‌عنوان یک الگو برای زنان سیاه‌پوست معرفی می‌کند. او با دیگر منتقدان هم‌نظر است که آنجلو در سراسر خودزندگی‌نامه‌هایش، تصویر زن سیاه‌پوست را بازسازی می‌کند و از هویت‌های گوناگون و نقش‌های متعددی که در زندگی داشته است، برای بازتاب لایه‌های مختلف ستم و تاریخ شخصی خود بهره می‌گیرد. این تکنیک از جلد اول آغاز می‌شود و در جلد دوم نیز ادامه می‌یابد، به‌ویژه در نمایش "عادت نژادپرستانهٔ" تغییر نام سیاه‌پوستان. لورت همچنین معتقد است که قدرت فردی و توانایی غلبه بر چالش‌ها، از درون‌مایه‌های اصلی تمامی خودزندگی‌نامه‌های آنجلو است.
سلوین کادجو اظهار می‌کند که آنجلو همچنان به این پرسش می‌پردازد که زن سیاه‌پوست بودن در آمریکا چه معنایی دارد، اما اکنون یک نوع خاص از زن سیاه‌پوست را در مقطعی مشخص از تاریخ و تحت تأثیر نیروهای اجتماعی‌ای توصیف می‌کند که او را به‌شکلی بی‌رحمانه تحت فشار قرار داده‌اند.
وقتی آنجلو نگران این بود که مخاطبانش چگونه به افشای تجربه‌اش در روسپی‌گری واکنش نشان دهند، همسرش، Paul Du Feu پل دو فو، او را تشویق کرد که صادق باشد و حقیقت را همان‌طور که هست بیان کند. بااین‌حال، کادجو می‌گوید که هرچند این تجربه‌ها در رشد اجتماعی آنجلو نقش مهمی دارند، او در متن، تمایل چندانی به بیان آن‌ها نشان نمی‌دهد و به‌نظر نمی‌رسد که به آن دوره از زندگی‌اش افتخار کند.

### آموزش و سواد
تمام خودزندگی‌نامه‌های آنجلو، به‌ویژه این جلد و جلد پیشین آن، "به‌شدت درگیر آن چیزی است که [آنجلو] می‌دانست و چگونگی یادگیری آن". لوپتون آموزش غیررسمی آنجلو را که در این کتاب توصیف شده، با آموزش دیگر نویسندگان سیاه‌پوست قرن بیستم مقایسه می‌کند. مانند نویسندگانی چون کلود مک‌کی، لنگستون هیوز و جیمز بالدوین، آنجلو نیز مدرک دانشگاهی نگرفت و به‌جای آن، بر آموزش مستقیم از طریق اشکال فرهنگی آفریقایی-آمریکایی تکیه کرد.
Hagen هاگن خاطرنشان می‌کند که از آنجا که آنجلو از دوران کودکی به مطالعه ادبیات تشویق شده بود، این عادت را تا بزرگسالی ادامه داد و خود را در معرض طیف گسترده‌ای از نویسندگان قرار داد، از شعرهای کانتی کالن گرفته تا آثار لئو تولستوی و دیگر نویسندگان روس.خود آنجلو نیز اشاره کرده است که در دوره‌ای که به‌عنوان رئیس یک فاحشه‌خانه فعالیت می‌کرد و زندگی‌اش سرشار از دسیسه و فریب شده بود، به کشف نویسندگان روس پرداخت.

## پذیرهٔ انتقادی
کتاب به‌نام من گرد هم آیید به‌اندازه‌ی اولین خودزندگی‌نامه‌ی آنجلو تحسین نشد، اما در مجموع نقدهای مثبتی دریافت کرد و به‌عنوان اثری با نگارش بهتر شناخته شد. مجله‌ی Atlantic Monthly (ماهنامه اتلانتیس) این کتاب را "به‌طرز درخشانی نوشته شده" توصیف کرد.
کادجو آن را "نه از نظر سیاسی و نه از نظر زبانی اثری بی‌گناه" دانست. اگرچه کادجو این کتاب را خودزندگی‌نامه‌ای ضعیف‌تر نسبت به می‌دانم چرا پرنده در قفس می‌خواند می‌داند، اما تأکید می‌کند که استفاده‌ی آنجلو از زبان، نقطه‌ی قوت این اثر است و آن را "جریانی پیوسته و ماندگار از نثری فصیح و سرشار از لطافت" توصیف می‌کند. بااین‌حال، او معتقد است که ساختار منسجم جلد نخست در این جلد تا حدی از بین رفته است. لوپتون نیز اشاره می‌کند که "تجربیات دوران کودکی آنجلو جای خود را به رویدادهایی داده‌اند که برخی منتقدان آن‌ها را نامرتبط یا عجیب می‌دانند"، زیرا آثار بعدی او بیشتر از مجموعه‌ای از اپیزودها یا قطعات تشکیل شده‌اند که "بازتابی از نوع هرج‌ومرجی هستند که در زندگی واقعی وجود دارد". کادجو این شیوه‌ی روایت را عاملی تضعیف‌کننده برای ساختار کتاب می‌داند و بیان می‌کند که رویدادهای توصیف‌شده مانع از دستیابی اثر به سطحی پیچیده از معنا شده‌اند. از سوی دیگر، لوپتون معتقد است که "با تغییر ساختار روایت، آنجلو تمرکز را از خود به‌عنوان یک فرد منزوی به خود به‌عنوان زنی سیاه‌پوست که در میان اقشار مختلفی از مردم تجربه‌های متنوعی را پشت سر می‌گذارد، منتقل کرده است".
بااین‌حال، شباهت‌هایی میان ساختار هر دو کتاب وجود دارد. همانند جلد اول، جلد دوم نیز از مجموعه‌ای از اپیزودهای مرتبط تشکیل شده است و هر دو اثر با یک مقدمه‌ی شاعرانه آغاز می‌شوند. کادجو معتقد است که به‌نام من گرد هم آیید فاقد "صلابت شدید و مرکز اخلاقی محکمی" است که در می‌دانم چرا پرنده در قفس می‌خواند دیده می‌شود. او بیان می‌کند که اخلاق قوی جامعه‌ی سیاه‌پوستان در جنوبِ روستاییِ امریکا، که در کتاب نخست برجسته بود، در این جلد جای خود را به بیگانگی و ازهم‌گسیختگی زندگی شهری در نیمه‌ی اول قرن بیستم داده است. جهانی که آنجلو در این کتاب معرفی می‌کند، قهرمان داستان را بدون حس هدف رها می‌سازد و به گفته‌ی کادجو، او را تا "لبه‌ی نابودی می‌کشاند تا بتواند خود را بازبیابد".
اما Lyman B. Hagen لیمن بی. هاگن با این نظر مخالف است و اعتقاد دارد که Gather Together برخلاف ادعای کادجو، فاقد مرکز اخلاقی نیست. او تأکید می‌کند که هرچند در کتاب شخصیت‌های نامطلوبی حضور دارند و سبک زندگی آن‌ها مورد نکوهش مستقیم قرار نمی‌گیرد، اما در نهایت، ریتای معصوم پیروز می‌شود و شر، غالب نمی‌شود. ریتا با نیت‌های خوب از دنیایی فاسد عبور می‌کند و در اثر این تجربه‌ها قوی‌تر می‌شود. هاگن همچنین اشاره می‌کند که اگر سبک ادبی پیچیده‌ی این اثر نبود، محتوای آن مانع از پذیرش کتاب به‌عنوان "یک اثر ادبی نمونه" می‌شد.
تحرکات فراوان فیزیکی ریتا در طول کتاب، باعث شده است که هاگن آن را یک روایت سفر بداند. به گفته‌ی لوپتون، این حرکت مداوم نه‌تنها بر ساختار کتاب، بلکه بر کیفیت آن نیز تأثیر گذاشته و آن را به دنباله‌ای کمتر رضایت‌بخش نسبت به Caged Bird تبدیل کرده است. اما آنجلو در پاسخ به این انتقاد بیان کرده که قصد داشته است "ماهیت اپیزودیک و ناپایدار دوره‌ی نوجوانی" را بازتاب دهد، چرا که خود او نیز این دوره از زندگی را به همین شکل تجربه کرده است. مک‌فرسون با این نظر موافق است و معتقد است که ساختار Gather Together پیچیده‌تر از Caged Bird است.
سبک نگارشی آنجلو در این کتاب بالغ‌تر و ساده‌تر شده است، که به او امکان می‌دهد احساسات و بینش‌های خود را بهتر منتقل کند. مک‌فرسون این ویژگی را توصیف کرده و می‌گوید آنجلو با "تصاویر زبانی تیز و زنده" توانسته است این هدف را به‌خوبی محقق کند.